# Nain rouge
Pour un article plus général, voir Lutin.

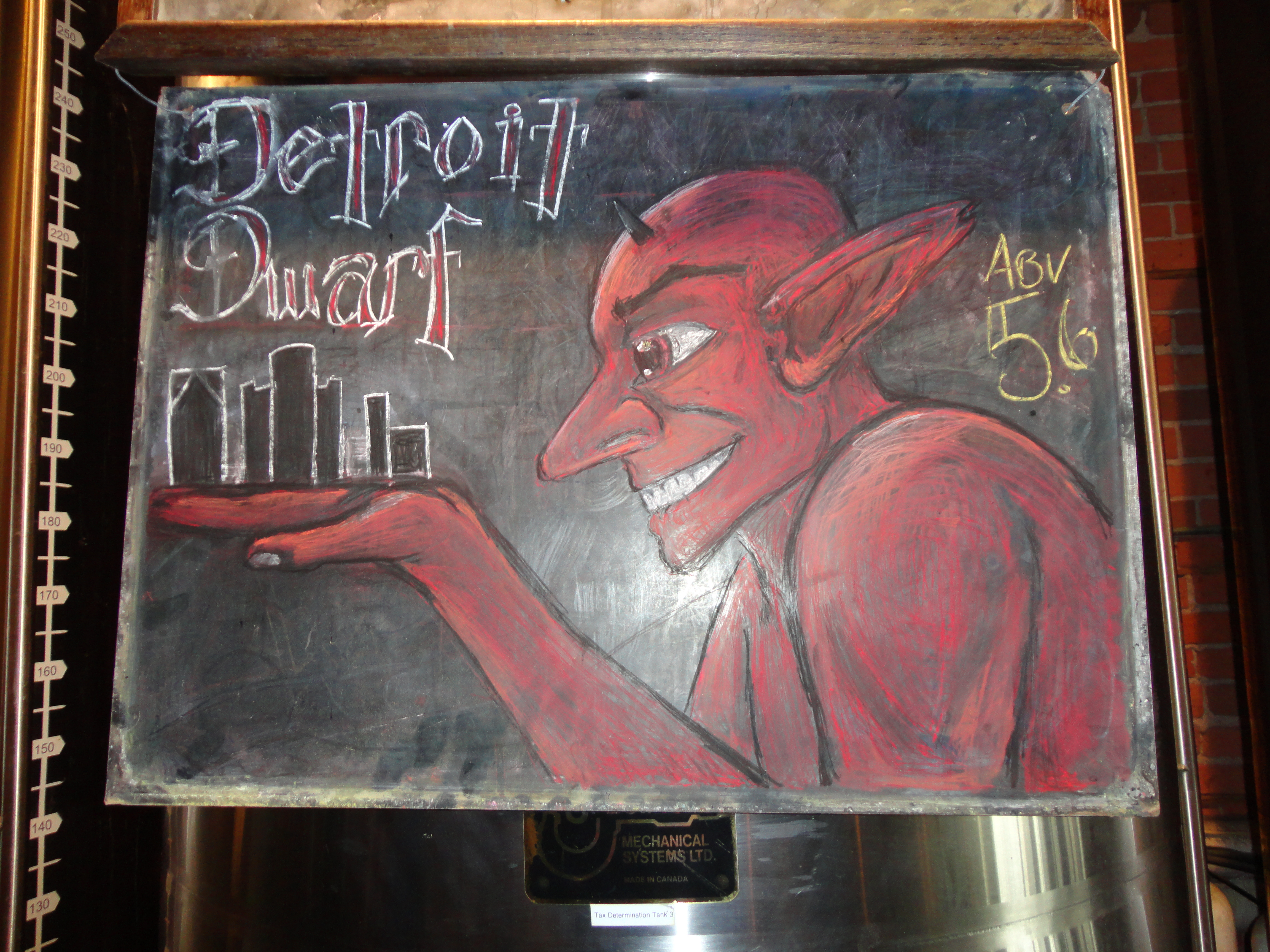
Représentation du Detroit Dwarf, le nain rouge de Detroit.

Le Nain Rouge est une créature légendaire de type lutin dont la tradition serait originaire de Normandie, en France. Il est connu du folklore des États-Unis, et hanterait Detroit, dans le Michigan, où il est craint par les habitants comme le signe avant-coureur d'une catastrophe.

## Légende urbaine de Detroit
Son apparition est le présage d'événements terribles pour la ville. Le nain rouge apparaît comme un petit enfant avec des bottes de fourrure rouge ou noire. Il aurait de « flamboyants yeux rouges et des dents pourries ». 

## Fiction
Dans les Palladium Books Rifter #36, le nain rouge est un personnage optionnel pour Beyond the Supernatural.
Dans la série Lost Girl épisode 09 – saison 2, le nain rouge prend la forme d'une petite fille nommée la « Naine Rouge » qui vient annoncer à l'héroïne Bo une catastrophe à venir.